# Liste von Persönlichkeiten aus Maroggia
Diese Liste enthält Persönlichkeiten die in Maroggia ihren Wirkungskreis hatten, ohne dort geboren zu sein. Die Liste erhebt keinen Anspruch auf Vollständigkeit.

## Persönlichkeiten
(Sortierung nach Geburtsjahr)

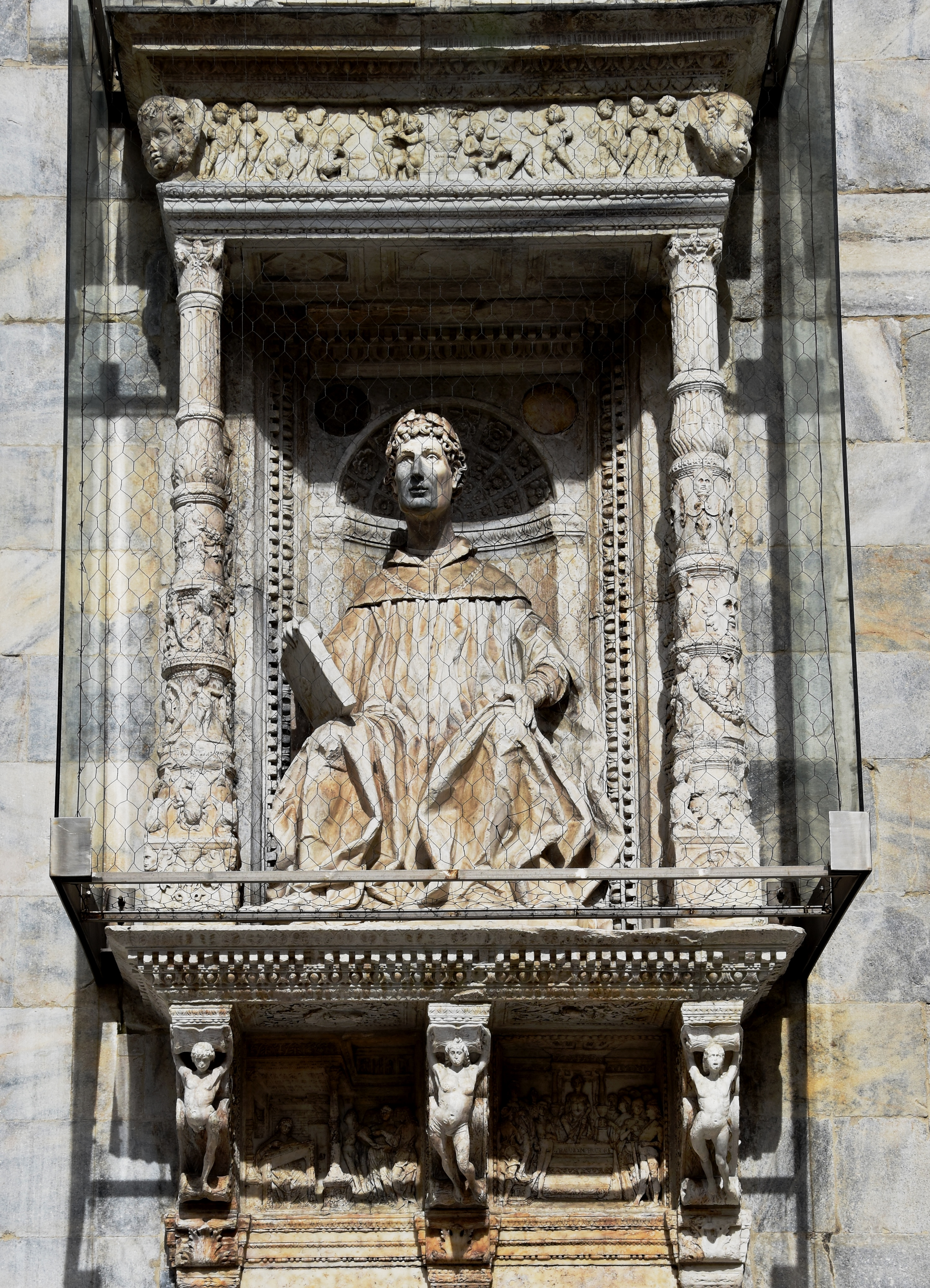
Tommaso Rodari: Plinio il Giovane, Dom zu Como

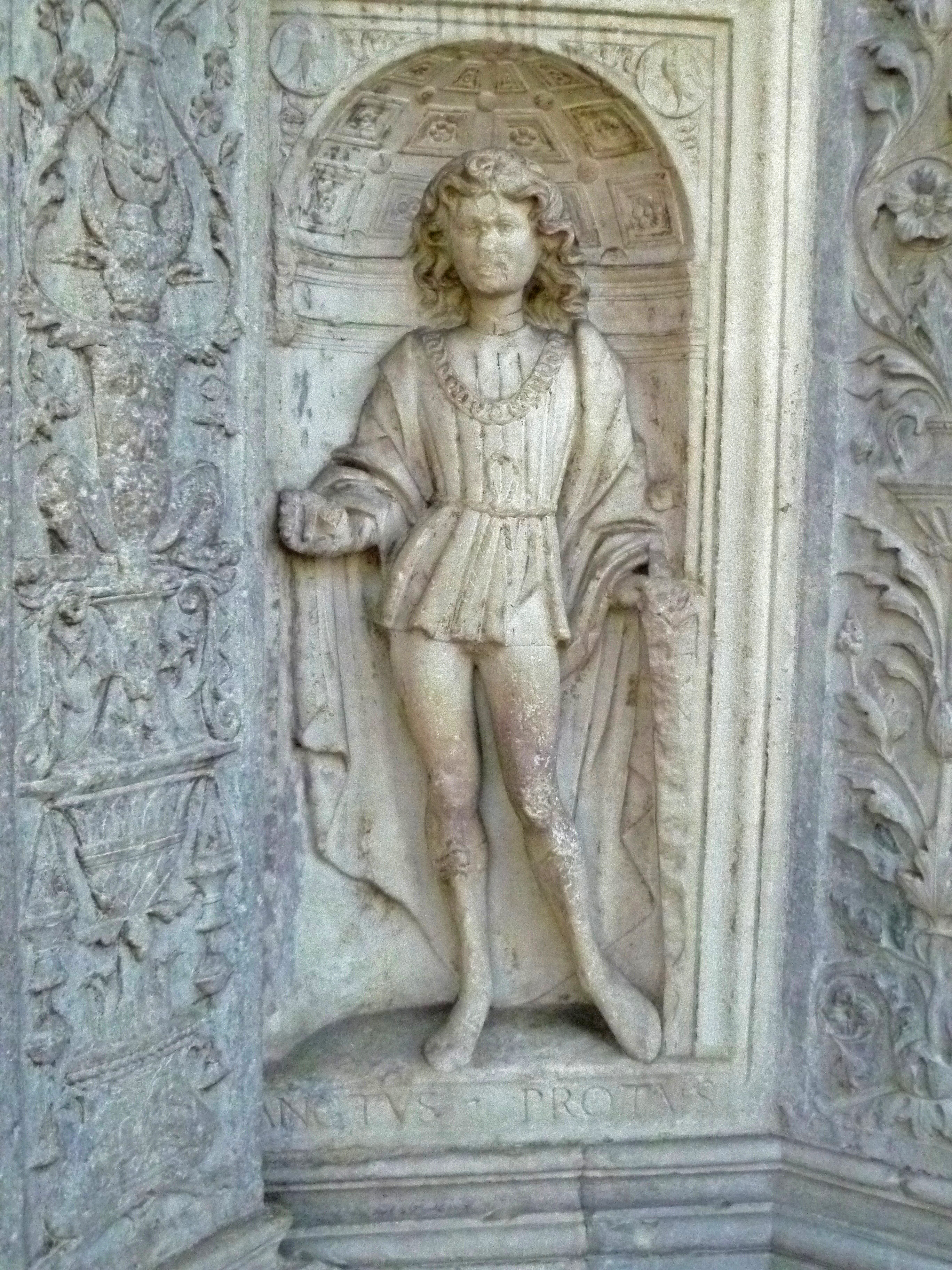
Tommaso Rodari: San Proto, Dom zu Como

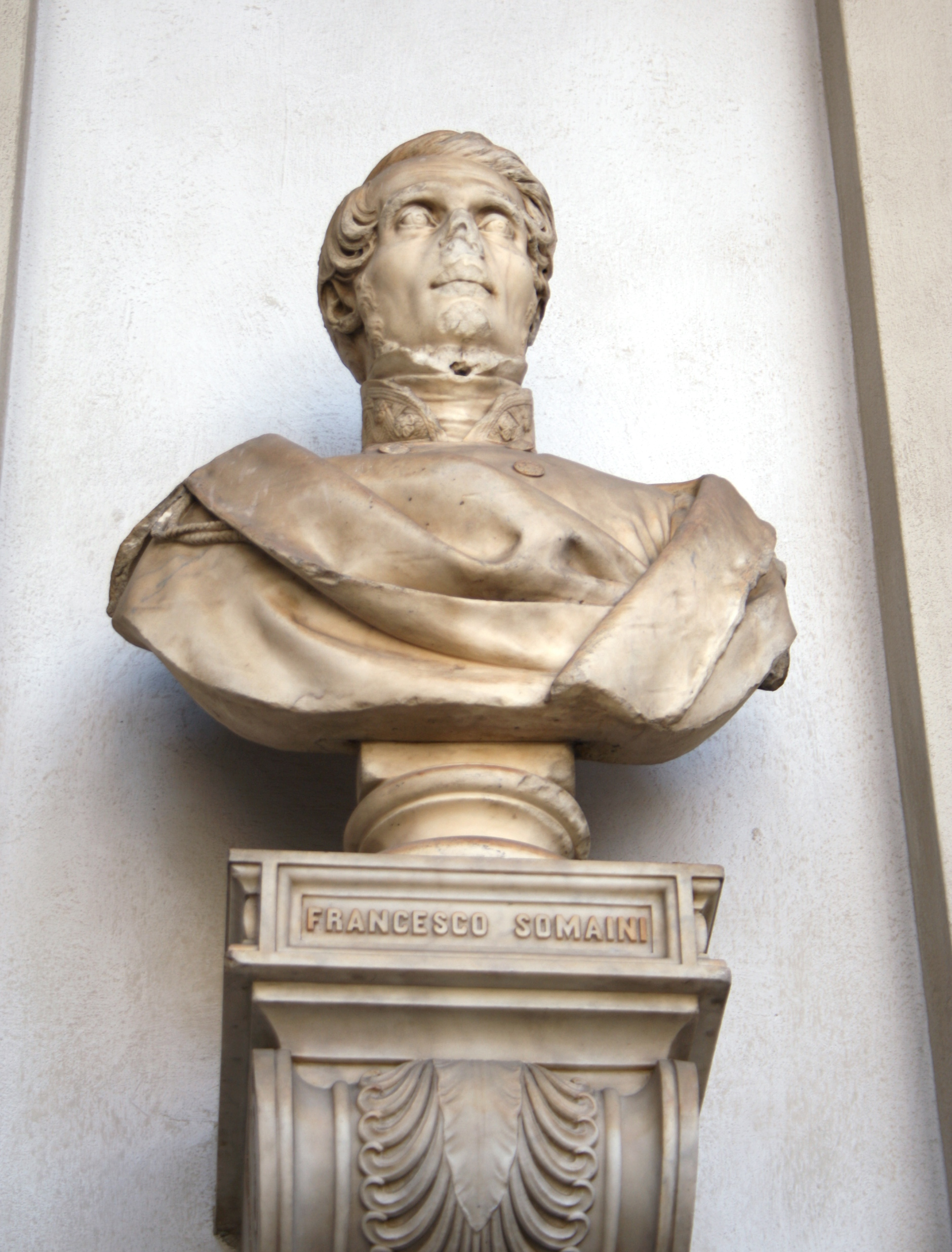
Francesco Somainis Büste im Palazzo di Brera

- Künstlerfamilie Rodari , Bildhauersfamilie aus Maroggia (15.–16. Jahrhundert)[1][2][3]
  - Donato Rodari (* um 1420 in Maroggia; † nach 1465 ebenda), Sohn des maestro Andrea, Architekt, er wurde 1456 vom Herzog von Mailand nach Bellinzona zur Leitung der Arbeiten an den damals bestehenden zwei Schlössern gesandt; er baute auch eine neue Moesabrücke. Er wurde 1465 auch in Lugano erwähnt[1]
  - Giorgio Rodari (* um 1430 in Maroggia; † nach 1477 ebenda), Baumeister, der 1477 am Neubau der Befestigungsanlagen von Bellinzona arbeitete[1]
  - Gabriele Rodari (* um 1445 in Maroggia; † nach 1486 ebenda), Bildhauer, er arbeitete 1486 am Mailänder Dom[1]
  - Tommaso Rodari (1465–1484), Bildhauer am Dom zu Como, Architekt der Stiftskirche von Bellinzona, Ingenieur tätig in Ponte in Valtellina, Morbegno, Tirano und Busto Arsizio
  - Bernardino Rodari (* um 1460 in Maroggia; † nach 1508 ebenda ?), Bruder von Tommaso, Donato und Giacomo Rodari, Bildhauer erwähnt von 1486 an beim Bau der Dom zu Como bis 1500; gegen 1508 war er Schöpfer der grossen Türe der Kirche Santo Stefano in Mazzo di Valtellina[4][1][5][6][7]
  - Giacomo Rodari (Jacopo) (1460–1525), Bildhauer und Architekt, bedeutendster Mitarbeiter von Tommaso bei seinen Arbeiten am Dom zu Como
  - Donato Rodari (* um 1465 in Maroggia; † nach 1517 ebenda), Künstler, Bildhauer, um 1503 zusammen mit den Brüdern Tommaso, Bernardino und Giacomo Rodari am Dom zu Como tätig.[1][8][9][1][5][10]
  - Giovanni Pietro Rodari (* um 1465 in Maroggia; † nach 1513 ebenda), Verwandter des Donato, Bildhauer mit Tommaso in Dom zu Como[1]
  - Cristoforo Rodari (* um 1475 in Maroggia; † nach 1533 ebenda), Bildhauer, Verwandter des Donato, tätig in Dom zu Como[1]

- Giovan Donato Bertolini (* um 1440 in Maroggia; † nach 1480 ebenda ?), Bildhauer in Genua[11]
- Donato Maroggia (Rodari?) (* um 1470 in Maroggia; † nach 1503 ebenda), Bildhauer tätig im Dom zu Como 1498–1503[12]
- Giovanni Pietro Maroggia (Rodari?) (* um 1475 in Maroggia; † nach 1513 ebenda ?), Bildhauer. Im Jahr 1513 arbeitete er im Dom zu Como[13]
- Cristoforo Maroggia (Rodari?) (* um 1500 in Maroggia; † nach 1564 ebenda ?), Künstler, Bildhauer. Laut den Annalen der Fabbrica del Duomo von 1527 bis 1564 war er im Dom zu Como tätig[14]
- Gerolamo Maroggia (* um 1500 in Maroggia; † nach 1564 ebenda ?), Künstler. Bildhauer. Laut den Annalen der Fabbrica del Duomo von 1527 bis 1564 war er im Dom zu Como tätig[15]
- Battista da Maroggia (* um 1505 in Maroggia; † nach 1550 ebenda ?), Bildhauer in Bellinzona[16]
- Baldassare Longhena (* um 1598–1682), Architekt in Venedig

- Familie Petrucci, Petruzzi. [17]
  - Giovanni Pietro Petruzzi (* 1589 in Maroggia; † 17. Januar 1659 ebenda), Priester, Chorherr der Kollegiatkirche von Brünn und der Kathedrale von Olmütz, apostolischer Protonotar. Generalvikar der Diözese Olmütz, Hofrat des Kaisers Ferdinand II. (HRR) und dessen Sohnes, des Erzherzogs Leopold. 1640 vergrösserte und schmückte er auf seine Kosten die Pfarrkirche von Maroggia[18][17]
  - Giovanni Giacomo Petrucci (* 5. September 1599 in Maroggia; † um 1650 in Wien), Bruder des Giovanni Pietro, Bildhauer und Architekt in Wien[17][19]
  - Ambrosius Petruzzy (um 1600–1652), Steinmetzmeister, Bildhauer in Kaisersteinbruch
  - Domenicus Petruzzy (um 1610–1683), Steinmetzmeister, Bildhauer in Kaisersteinbruch
  - Giovanni Pietro Petrucci (* 1622 in Maroggia; † 27. Oktober 1677 in Como), Priester, Domherr der Kathedrale von Olmütz 1657–1671, apostolischer Protonotar, Generalvikar der Diözese Olmütz[17]

- Francesco Somaini (1795–1855), Bildhauer in Mailand und Dozent an der Accademia di Belle Arti di Brera
- Carlo Vincenzo Giuseppe Borsa (* 5. Juni 1796 in Capolago; † 28. September 1871 in Maroggia), Sohn des Giuseppe und Lucrezia Amadio aus Pazzallo, Unternehmer, Politiker, Tessiner Grossrat[20].
- Angelica Cioccari-Solichon (1827–1912), Sekundarlehrerin in Ascona, Lugano, Mendrisio, Palermo und Neapel, Vizedirektorin des Manzoni-Instituts in Maroggia
- Siegfried Bieber (1873–1960), deutscher Bankier und Kunstsammler
- Rodolfo Bordoni (* 13. März 1897 in Maroggia; † 9. Dezember 1966 in Lugano), aus Gandria, Vizestadtpräsident von Lugano, Tessiner Grossrat, Nationalrat[21][22]
- Antonio Rossi (* 1952 in Maroggia), Gymnasiallehrer in Mendrisio, Literaturkritiker, Übersetzer und Dichter, wohnt in Arzo[23]
- Fabio Contestabile (1954–2022), er studierte italienische und französische Sprach- und Literaturwissenschaft an der Universität Zürich und unterrichtete an mehreren Schulen im Kanton Tessin, Schriftsteller, lebte zwischen Ghirone und Gravesano
- Boris Cavadini (* 1961 in Taverne), Lautenfabrikant, er studierte am Konservatorium von Parma unter R. Scrollavezza und an der Geigehochschule von Cremona (Diplom 1986). Sein Atelier ist in Maroggia[24]